# Haridravati, Hosanagara
Haridravati là một làng thuộc tehsil Hosanagara, huyện Shimoga, bang Karnataka, Ấn Độ.